# Arthur Heygate Mackmurdo
Arthur Heygate Mackmurdo (Londres, 12 de desembre de 1851 - Wickham Bishops, Essex 15 de març de 1942) va ser un arquitecte i dissenyador industrial anglès que va influir notablement en el moviment d'Arts and Crafts a través del Century Guild of Artists (Gremi d'Artistes Century) el qual va fundar en companyia de Selwyn Image el 1882.
Mackmurdo va començar el seu aprenentatge amb l'arquitecte d'estil arquitectònic neogòtic James Brooks el 1868. El 1873 va visitar l'Escola de Dibuix de John Ruskin, i va acompanyar Ruskin a Itàlia el 1874. Aquell mateix any Mackmurdo va obrir (als 28 anys) el seu propi estudi d'arquitectura a Southampton Street, Londres.
El Century Guild of Artists va ser un dels gremis d'artesans més reeixits de la dècada de 1880. Oferia moblar cases i edificis i animava els seus artistes a participar tant en la producció com en el disseny; el mateix Mackmurdo s'encarregava de dirigir diferents treballs, incloent metal·listeria i ebenisteria.
Obres destaques de Mackmurdo inclouen el número 8 Private Road, Enfield, Londres (1887) i el 25 Cadogan Gardens, Londres (1893-1894).
Són molt coneguts els seus dissenys de papers pintats i de teixits estilitzant ocells i flors.
El 1904 abandonà les arts plàstiques i es dedicà a exposar les seves teories socials.